# Stactobia gimli
Stactobia gimli är en nattsländeart som beskrevs av Schmid 1983. Stactobia gimli ingår i släktet Stactobia och familjen smånattsländor. Inga underarter finns listade i Catalogue of Life.